# Nicholas Smith
Nicholas John Smith (Banstead, Surrey, 5 de març de 1934―Sutton, Surrey, 6 de desembre de 2015), va ser un actor, músic i cantant anglès.

## Biografia
Nascut en 1934 a Banstead, Surrey. Va estudiar en la Reial Acadèmia d'Art Dramàtic de Londres. Va ser cantant i músic, tocava el piano, la guitarra, trompeta, bateria i altres instruments.
Es va presentar en l'escenari del West End, en el Bristol Old Vic i en Broadway. A la fi de la dècada de 1980, va actuar amb la Royal Shakespeare Company.
De 1972 a 1985, Smith va interpretar al Sr. Rumbold, l'encarregat de la secció de roba de senyores i de cavallers d'uns grans magatzems en la comèdia de la BBC Are You Being Served?, juntament amb John Inman, Mollie Sugden, Frank Thornton i Wendy Richard, entre d'altres, i en la seva seqüela, Grace & Favour (1993-3).
Els seus altres papers en la televisió inclouen papers en Z-Cars, Doctor Who, The Frost Report, El Sant el 1961 i Els venjadors (1962). Més recentment, va ser la veu de l'excèntrica reverend Clement Cobertures en la pel·lícula Wallace i Gromit: la batalla dels vegetals el 2005. El 2008 es va presentar com un vicari en Last of the Summer Wine.
Va contreure matrimoni amb Mary Wall i van ser pares de l'actriu Catalina Russell.
Va morir el 6 de desembre de 2015 als 81 anys.

## Filmografia
- 1961: The Edgar Wallace Mystery Theatre (sèrie de televisió)
- 1964: Doctor Who (sèrie de televisió)
- 1966: The Wednesday Play
- 1966: The Frost Report
- 1967: Softly Softly
- 1967: The Avengers
- 1967: The Wednesday Play
- 1967: Another Day, Another Dollar
- 1967: Champion House
- 1968: Salt and Pepper
- 1961: Els venjadors (sèrie de televisió)
- 1968: The Fiction Makers
- 1962: El Sant (sèrie de televisió)
- 1969: The Champions (sèrie de televisió)
- 1969: The First Churchills
- 1969: Passeig per l'amor i la mort
- 1969: The Flaxton Boys
- 1970: Up Pompeii
- 1970: Doctor in the House
- 1970: W. Somerset Maugham
- 1970: If It Moves, File It
- 1970: The Twelve Chairs
- 1971: Play of the Month
- 1971: The Liver Birds
- 1971: Budgie
- 1971: Paul Temple
- 1971: The Rivals of Sherlock Holmes
- 1971: Ace of Wands
- 1972: Spyder's Web
- 1972: I racconti di Canterbury
- 1973: Dr. Jekyll and Mr. Hyde
- 1974: Doctor in Charge
- 1975: Frankenstein and the Monster from Hell
- 1975: Z-Cars
- 1975: The Sweeney
- 1975: The Adventures of Sherlock Holmes' Smarter Brother
- 1977: Are You Being Served?
- 1992: Grace & Favour
- 1994: Martin Chuzzlewit
- 1996: The Real Adventures of Jonny Quest
- 1998: What Rats Won't Do
- 2001: Revolver
- 2004: Doctors
- 2005: Wallace i Gromit: la batalla dels vegetals (actor de veu)
- 2006: Every Hidden Thing
- 2008: Last of the Summer Wine